# Mélanie Turgeon
Mélanie Turgeon (Alma, 21 ottobre 1976) è un'ex sciatrice alpina canadese.
Specialista delle gare veloci in attività dagli anni 1990 fino alla metà del decennio seguente, fu in grado di vincere una gara individuale in Coppa del Mondo, un supergigante nel 2000 sulle nevi di Innsbruck in Austria, e raggiunse l'apice della carriera nel 2003 ai Mondiali disputati a Sankt Moritz, in Svizzera, conquistando la medaglia d'oro nella discesa libera.

## Biografia
Originaria di Lac-Beauport e sorella di Sébastien, a sua volta sciatore alpino, Mélanie Turgeon debuttò in campo internazionale ai Campionati mondiali di Morioka 1993 quando, poco più che sedicenne, si classificò 35ª nel supergigante. Nella stessa stagione partecipò ai Mondiali juniores di Montecampione/Colere, vincendo la medaglia di bronzo nella combinata, ed esordì in Coppa del Mondo, il 13 marzo a Kvitfjell (9ª in discesa libera). Nel 1994 fu protagonista ai Mondiali juniores di Lake Placid, andando a medaglia in tutte le gare in programma (due ori, un argento e due bronzi), esordì ai Giochi olimpici invernali, sebbene a Lillehammer 1994 non abbia portato a termine alcuna gara, e si aggiudicò la Coppa Europa.
Ai Mondiali della Sierra Nevada 1996 non concluse nuovamente le prove cui prese parte, mentre l'anno dopo, nella rassegna iridata di Sestriere, fu 24ª nella discesa libera e 31ª nel supergigante. Nelle stesse specialità si classificò rispettivamente 22ª e 20ª ai XVIII Giochi olimpici invernali di Nagano 1998, ai quali non concluse invece la prova di combinata. Nel 1999 prese parte ai Mondiali di Vail/Beaver Creek (7ª nella discesa libera, 19ª nel supergigante) e ottenne il suo primo podio in Coppa del Mondo: 3ª nella discesa libera della Sierra Nevada del 10 marzo.
Il 26 febbraio 2000 a Innsbruck ottenne la sua unica vittoria in Coppa del Mondo, in supergigante, mentre ai Mondiali di Sankt Anton am Arlberg 2001 si piazzò 14ª nella discesa libera e 10ª nel supergigante. L'anno dopo a Salt Lake City 2002 prese parte per l'ultima volta a una rassegna olimpica, classificandosi 8ª nella discesa libera e 20ª nel supergigante. Alla sua ultima partecipazione iridata, Sankt Moritz 2003, ottenne il risultato più prestigioso in carriera, la medaglia d'oro nella discesa libera, mentre nel supergigante fu 6ª. Ancora a Sankt Moritz, il 21 dicembre 2004, si congedò dalle competizioni con il 45º posto ottenuto nel supergigante valido per la Coppa del Mondo.

## Palmarès

### Mondiali
- 1 medaglia:
  - 1 oro (discesa libera a Sankt Moritz 2003)

### Mondiali juniores
- 6 medaglie:
  - 2 ori (slalom gigante, combinata a Lake Placid 1994)
  - 1 argento (supergigante a Lake Placid 1994)
  - 3 bronzi (combinata a Montecampione/Colere 1993; discesa libera, slalom speciale a Lake Placid 1994)

### Coppa del Mondo
- Miglior piazzamento in classifica generale: 12ª nel 2001
- 8 podi (6 in supergigante, 2 in discesa libera):
  - 1 vittoria
  - 4 secondi posti
  - 3 terzi posti

#### Coppa del Mondo - vittorie
| Data             | Località  | Paese   | Specialità |
| ---------------- | --------- | ------- | ---------- |
| 26 febbraio 2000 | Innsbruck | Austria | SG         |

Legenda:

SG = supergigante

### Coppa Europa
- Vincitrice della Coppa Europa nel 1994
- 3 podi (dati dalla stagione 1994-1995):
  - 2 vittorie
  - 1 secondo posto

#### Coppa Europa - vittorie
| Data            | Località | Paese   | Specialità |
| --------------- | -------- | ------- | ---------- |
| 7 febbraio 1996 | Pra Loup | Francia | DH         |
| 8 febbraio 1996 | Pra Loup | Francia | DH         |

Legenda:

DH = discesa libera

### Nor-Am Cup
- 3 podi (dati dalla stagione 1994-1995):
  - 1 vittoria
  - 2 terzi posti

#### Nor-Am Cup - vittorie
| Data          | Località                    | Paese  | Specialità |
| ------------- | --------------------------- | ------ | ---------- |
| 27 marzo 1997 | Mont-Tremblant/Mont Garceau | Canada | SG         |

Legenda:

SG = supergigante

### South American Cup
- 2 podi (dati dalla stagione 1994-1995):
  - 2 vittorie

#### South American Cup - vittorie
| Data           | Località | Paese | Specialità |
| -------------- | -------- | ----- | ---------- |
| 24 agosto 1995 | La Parva | Cile  | DH         |
| 24 agosto 1995 | La Parva | Cile  | DH         |

Legenda:

DH = discesa libera

### Campionati canadesi
- 9 medaglie (dati parziali fino alla stagione 1994-1995)[2]:
  - 7 ori (slalom gigante nel 1993; supergigante, slalom gigante nel 1995; slalom gigante, slalom speciale nel 1996; supergigante nel 1997; discesa libera nel 2001)
  - 2 argenti (discesa libera nel 1996; supergigante nel 2001)